# حيتان وذئاب (مسلسل)
حيتان وذئاب مسلسل اجتماعي يتناول الفرق بين طبقات المجتمع ويدخل في تفاصيل حياة الأغنياء، حيث الصراع على السلطة والنفوذ وتعدد الزوجات. كما يتناول قضية حساسة ومهمة جدا في الخليج العربي ألا وهي عدم تكافؤ النسب بالزواج، والمشاكل التي تحدث بين الحبيبين اللذين يتناولان الخط الرومانسي في المسلسل.

## الممثلين
- جاسم النبهان
- صلاح الملا
- ريم عبد الله
- إلهام الفضالة
- مشاري البلام
- طلال السدر
- هدى حمادة
- فاطمة الطباخ
- أمل عبد الكريم
- نواف النجم
- غدير صفر
- فهد باسم
- منى البلوشي
- أحمد العونان
- أبرار
- رونق
- يوسف البلوشي
- فرح

تأليف حمد بدر
 وإخراج شعلان الدباس.